# Oda Schottmüller

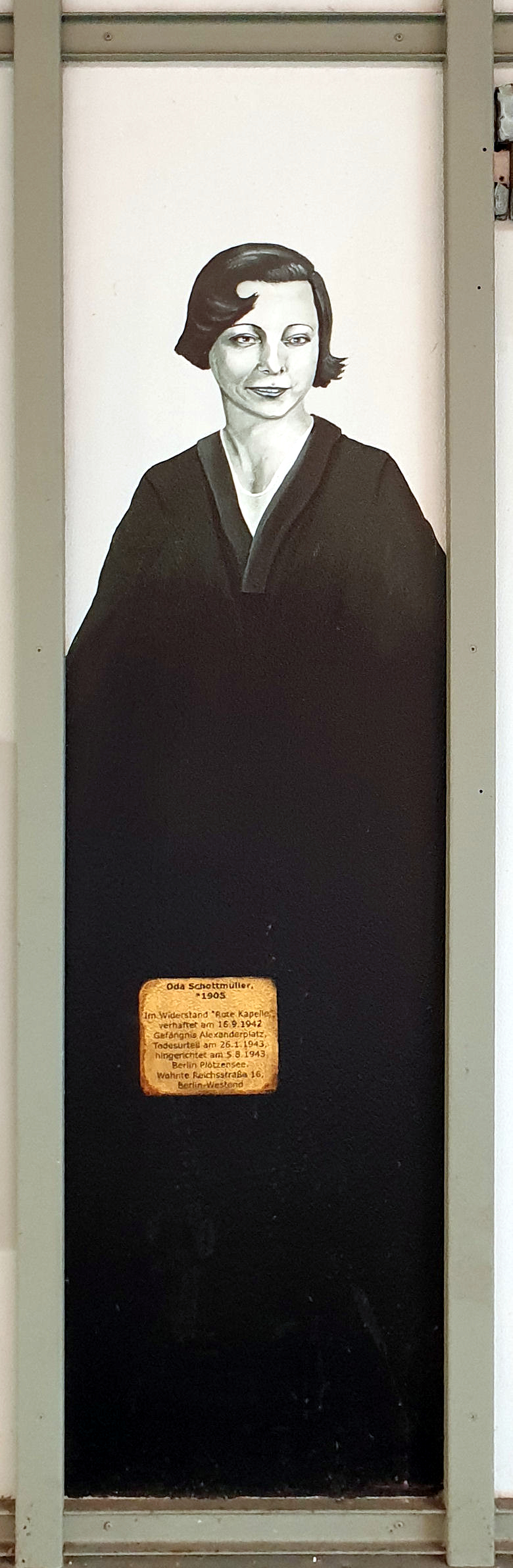
Murales, "Oda Schottmüller" di Ulrike Pusch a Berlino-Charlottenburg.

Oda Schottmüller (Poznań, 9 febbraio 1905 – Berlino, 5 agosto 1943) è stata una danzatrice, scultrice e antifascista tedesca, nota soprattutto per la sua partecipazione al gruppo che sarebbe stato in seguito conosciuto dalla Gestapo come l'Orchestra Rossa (in tedesco Die Rote Kapelle)..

## Biografia
Figlia dell'archivista Kurt Schottmüller e di Dorothea Schottmüller (nata Stenzler), Oda Schottmüller nacque a Poznań nel 1905; suo nonno era lo storico Konrad Schottmüller.
Nel 1906, Kurt Schottmüller trasferisce la famiglia a Danzica per lavorare negli archivi di Stato. Un anno dopo, la moglie fu colpita da una grave malattia nervosa e rimase in cura in un sanatorio fino al 1912. Una volta uscita, tornò nella sua casa di Berlino invece che a Danzica. Con la madre assente, Oda fu lasciata crescere a Danzica dal padre, le cui entrate erano limitate perché pagava gli alimenti alla moglie. Rimasta orfana di padre a quattordici anni, fu cresciuta dalla zia Frida Schottmüller, storica dell'arte, curatrice del Kaiser-Friedrich-Museum e specialista di scultura del Quattrocento; e visse con lei Berlino fino al 1922.
Forse a causa della guerra e della sua vita familiare travagliata, era considerata instabile e aveva un atteggiamento di laissez-faire nei confronti della vita e del lavoro. La zia Frida si rese conto che trascorrere altro tempo nella scuola pubblica sarebbe stata una perdita di tempo per lei, così chiese a Gerda Schottmüller, un'altra zia della giovane che lavorava alla scuola Odenwald di Heppenheim, di organizzare un colloquio con il preside Paul Geheeb per stabilire se potesse essere ammessa in quella scuola. Dal 1922 al 1924 frequentò la Odenwald per prepararsi all'Abitur dove fece amicizia con Klaus Mann, che in seguito diventerà un noto scrittore. Geheeb considerò Schottmüller instabile per tutto il periodo in cui la ragazza frequentò la scuola di Odenwald, ma lei riuscì a conseguire l'Abitur nel 1924.
Tra il 1924 e il 1927 Schottmüller studiò oreficeria, ceramica e smalto a Pforzheim e Francoforte: la sua famiglia non appoggiava il suo sogno di dedicarsi alla scultura e la danza, che aveva cominciato a praticato alla scuola di Odenwald. Nel 1928, quando raggiunse la maggiore età, cominciò a studiare danza presso la Scuola di danza artistica moderna di Berlino con Vera Skoronel e Berthe Trümpy. Presso la scuola di danza conobbe Fritz Cremer, lo scultore che fungeva da direttore occasionale della scuola e che in seguito entrò a far parte del gruppo guidato da Harro Schulze-Boysen. Nello stesso periodo studiò anche scultura con Milly Steger presso l'Associazione degli artisti di Berlino.

### Carriera
Nel 1931, dopo aver superato l'esame di idoneità fisica (consisteva in educazione fisica e ginnastica), entrò come ballerina nel teatro Volksbühne. Allo stesso tempo, aveva uno studio di scultura a Berlino, nello stesso edificio dello studio di Johannes Itten. All'inizio degli anni trenta, nello studio disegnò i costumi e le maschere di legno da usare nei suoi spettacoli.
Il 15 gennaio 1933, Adolf Hitler divenne Cancelliere della Germania e i nazisti salirono al potere. A partire dal settembre 1933, tutti i ballerini in Germania dovevano registrarsi presso la Camera della Cultura del Reich. Da quel momento in poi, fu proibito il tipo di danza espressiva e sperimentale che Schottmüller portava in scena: scelse di non registrarsi e non attirò mai l'attenzione del Ministero.
Il suo primo spettacolo di danza come solista fu organizzato nel marzo 1934 al teatro di Kurfürstendamm. Il suo stile di danza era eccentrico: rifletteva la danza espressionista o Ausdruckstanz degli anni venti e combinava le maschere con i costumi per adattarsi allo stato d'animo e trasformarsi nelle creature mitologiche dello spettacolo. I nomi degli spettacoli riflettevano la natura eccentrica delle esibizioni, come il Mago, l'Impiccato, l'Ora strana e la Strega. Per tutto il periodo interbellico degli anni trenta, ricevette recensioni favorevoli dalla stampa sia per la sua attività di ballerina che per quella di scultrice. Fotografie delle sue scultore furono pubblicate dal Deutsche Allgemeine Zeitung e recensite positivamente Poche settimane prima del suo arresto nel 1940, una pagina intera sul suo lavoro apparve nella rivista Die junge Dame, che la elogiava ed esaltava la tournée realizzata per incoraggiare le truppe dell'esercito.
Nel 1935, Schottmüller affitta uno studio nella Reichsstrasse 106 di Charlottenburg. In questo periodo le sue danze continuarono a evolversi: al posto delle creature mitologiche passò alle figure, e cambiarono anche la struttura e i temi di fondo dei suoi spettacoli. I titoli delle nuove rappresentazioni rispecchiano questi cambiamenti: Anima Errante, Angelo dell'Oltraggio o Tragedia. Questa scelta rifletteva il suo modo di sentire la realtà sociale e politica del periodo storico in cui si trovava, dettata dall'evolversi dello Stato nazista.
Nell'agosto del 1936 si esibì come ballerina per la prima volta in gruppo, nelle Olimpiadi estive del 1936, nel programma di accompagnamento dei Giochi Olimpici. Danzò per una rappresentazione di Eracle, vincendo un concorso che cercava un'esibizione, una canzone o una composizione adatta alle Olimpiadi. L'esibizione era accompagnata dall'Orchestra Filarmonica di Berlino nel teatro all'aperto "Dietrich Eckart" da 20 000 posti (l'odierno Waldbühne). Questa esibizione le diede anche una certa visibilità e stima negli ambienti nazionalsocialisti.
Nell'ottobre del 1937, la Camera della Cultura del Reich si rese conto che la ballerina non era registrata e Schottmüller fu quindi costretta a fare domanda e frequentare un corso di danza tedesca. Nel febbraio del 1938 le fu offerta l'opportunità di danzare al teatro Volksbühne nell'Ora della danza, uno spettacolo per presentare dei ballerini emergenti nella danza tedesca. Per soddisfare i nazisti ribattezzò le sue maschere con il nome di Suite tedesca e le sue danze con nomi come Angelo della consolazione e Lo straniero.
Nell'autunno del 1938, incontrò il compositore tedesco Kurt Schwaen e insieme lavorarono per sviluppare nuove danze per le quali compose nuove partiture. L'11 novembre 1941 Schottmüller tenne la sua ultima esibizione pubblica - L'ultima - in una prestigiosa sala da concerto, la Beethovensaal di Köthener Straße, utilizzata dall'Orchestra Filarmonica di Berlino fino alla sua distruzione avvenuta per i bombardamenti del 30 gennaio 1944. Il 6 dicembre 1941 trascorse tre mesi in tournée nei Paesi Bassi e in Francia per conto della Wehrmacht e per il resto del 1942 continuò ad andare in tournée prima di essere arrestata e poi giustiziata.

## L'Orchestra Rossa

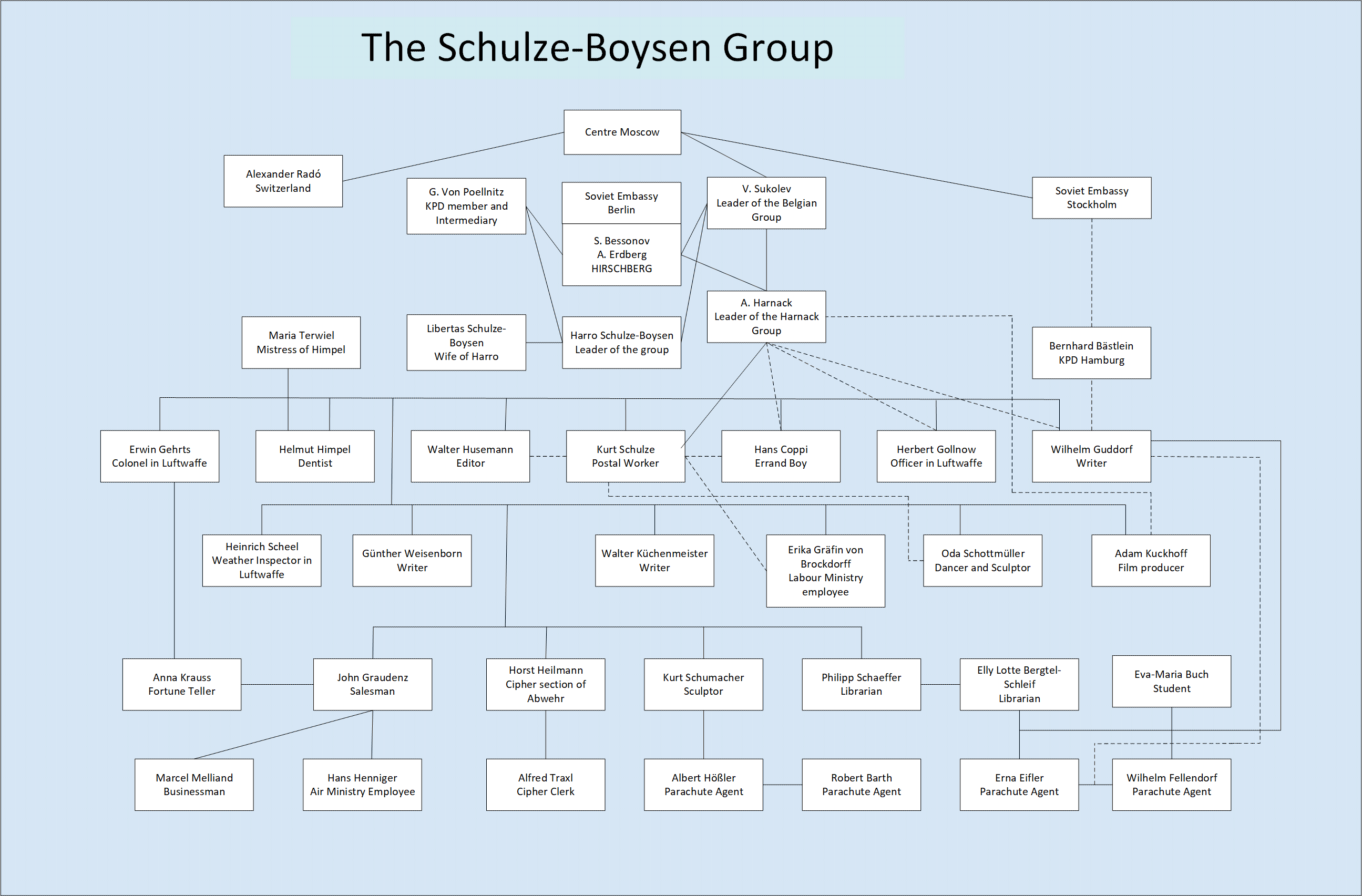
Il gruppo Schulze-Boysen in Germania.

Nel 1935 Schottmüller incontrò lo scultore Kurt Schumacher nello studio di Fritz Cremer, con cui iniziò una relazione amorosa senza sapere che fosse già sposato, accumunati dall'opposizione al nazionalsocialismo e dal comune interesse per il design scultoreo.

### Arresto
Il 16 settembre 1942 fu arrestata nel suo studio e, portata nella prigione di Alexanderplatz, fu accusata di aver usato il suo studio per ospitare un set radiofonico, cosa che lei negò. Nel gennaio 1943, fu condannata a morte dal Reichskriegsgericht "per aver favorito e aiutato la preparazione di un atto di tradimento e per favoritismo con il nemico". A causa del numero di esecuzioni messe già in atto trascorse due mesi in isolamento. Nel marzo 1943 fu portata nella prigione di Plötzensee per sei settimane prima di essere nuovamente trasferita nel carcere femminile di Barnimstrasse. Durante la detenzione presentò una petizione a Hitler per ottenere la grazia che fu respinta il 21 luglio 1943. Il 5 agosto 1943 fu giustiziata con la ghigliottina nella prigione di Plötzensee.
I verbali di polizia dell'arresto di Schottmüller non sono sopravvissuti; l'unico materiale utile sono le lettere che inviò dalla prigione. L'onestà dei suoi scritti è stata messa in dubbio poiché confessò di non conoscere la metà delle persone di cui la Gestapo la accusò di conoscere, né il fatto che alcune di quelle persone fossero comuniste. In una lettera al padre affermò che: "Ero così contenta della mia stupidità e della mia mancanza di conoscenza delle cose politiche... Sono completamente all'oscuro di queste cose".

## Memoria

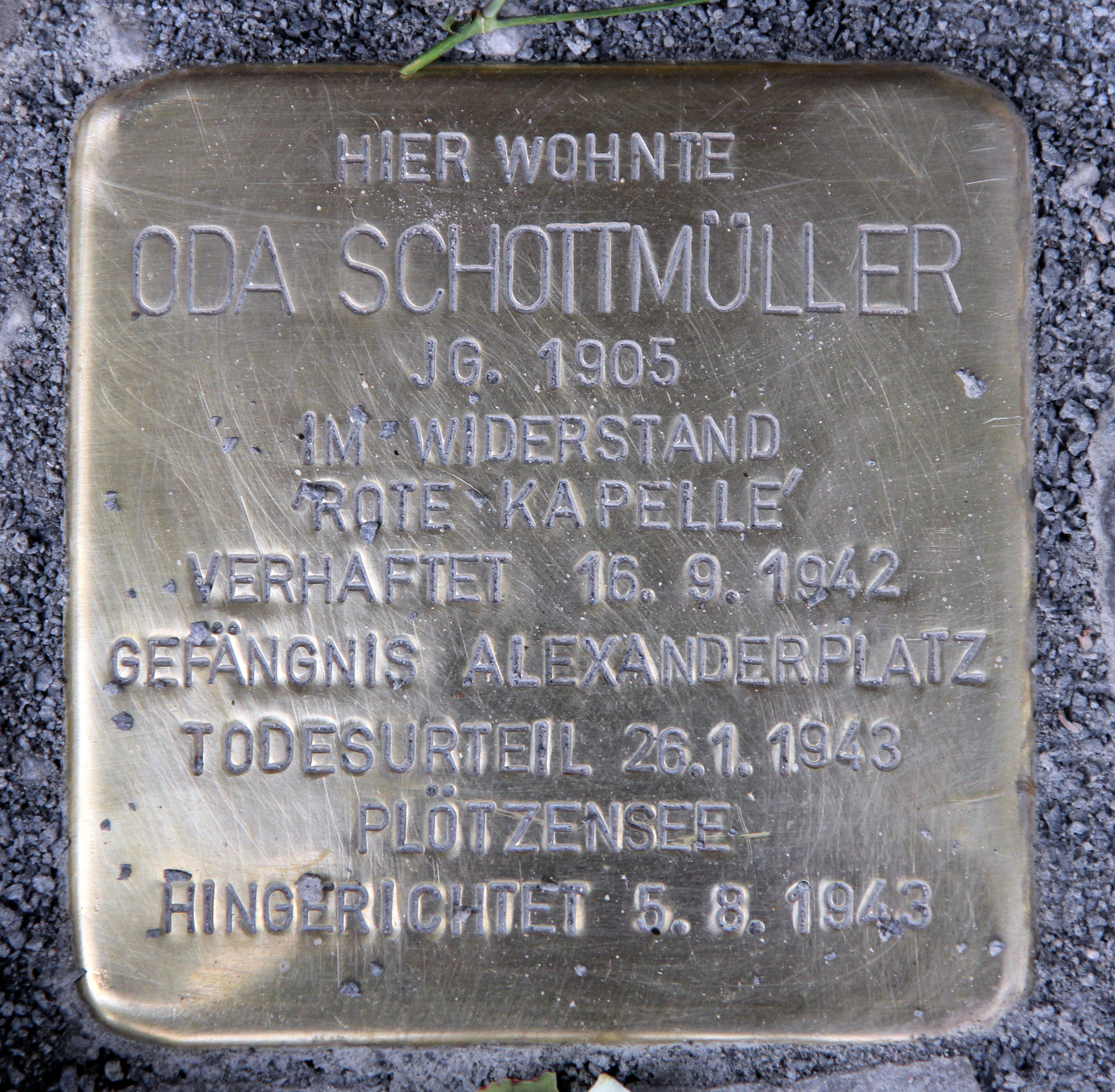
La pietra d'inciampo commemorativa situata in Reichsstraße 106 a Berlino-Westend.

Nel 1946 si tenne a Berlino una mostra che annoverava opere di Schottmüller e Schumacher.
Nel 1979 fu posta un targa commemorativa nel foyer del Volksbühne di Berlino.
Geertje Andresen, già ricercatrice presso il Memoriale della Resistenza Tedesca, ha collaborato con il Deutsches Tanzarchiv Köln di Colonia per condurre un'analisi dell'opera di Schottmüller: ne scaturì la pubblicazione di un libro e una mostra realizzata in collaborazione con Hans Coppi tenuta il 16 novembre 2006 presso il Memoriale tedesco.
Nel novembre 2014, la Schottmüllerstraße di Eppendorf è stata rinominata in onore di Schottmüller. La strada era precedentemente intitolata al batteriologo Hugo Schottmüller, ma l'aristocratica famiglia Pallandt intervenne per rinominarla in suo onore.
Il 23 settembre 2016 è stata posata una pietra d'inciampo davanti al suo studio a Charlottenburg. Il 25 agosto 2019 è stata inaugurata una lapide commemorativa a Berlino nel cimitero di San Matteo.